# Nordiska Scenografiskolan
Nordiska Scenografiskolan, The Scandinavian School for Stage Designers, är en högskoleutbildning inom scenografi, attributmakeri och specialeffekter som bedrivs i Skellefteå av Luleå tekniska universitet (LTU) i samarbete med Dramatiska Institutet (DI). Högskoleutbildningen heter 2012 Film- och TV-scenografi/attributmakeri, omfattar 120 högskolepoäng och inriktningen scenografi eller attributmakeri anges vid söktillfället. Utbildningen ger konstnärlig högskoleexamen. 16 blivande scenografer och attributmakare antas till utbildningen varje år via arbetsprover och ansökningshandlingar.

## Historik
Skolan började hösten 1987 som en påbyggnadsutbildning inom Skellefteås kommunala gymnasieskola på Nordanåområdet och var fram till 1989 inriktad enbart på teaterscenografi, då en utbildning inom TV-scenografi startades. Skolans grundare och förste rektor var konstnären m.m. Tage Martin Hörling.
Teaterscenografin inriktade sig 1991 mot teaterns hantverksyrken (dekormåleri och attributmakeri, medan TV-scenografin blev en egen tvåårig utbildning under namnet Production design. Lärarsystemet har till stor del byggt på nordiska gästlärare, och skolan har - frånsett några år under 1970-talet - saknat motsvarighet i Sverige, Norge och Danmark.
Det var på Nordiska Scenografiskolan som Sveriges första utbildning i datorgrafik såg dagens ljus 1993. 
Viktiga samarbetspartners har varit Västerbottensteatern, Luleå tekniska universitet, Dramatiska Institutet och Film i Västerbotten. Sedan 2005 finns hela Nordiska Scenografiskolan på Campus Skellefteå och bedrivs av Luleå tekniska universitet. Detta inklusive den ettåriga datorgrafikutbildningen, som då sedan några år bedrevs som treårig högskoleutbildning av LTU Skellefteå, tillsammans med deras utbildning i datorspelsutveckling (gCEPT).